# كونستانيتن أسييف
كونستانيتن أسييف Konstantin Aseev (ولد في 20 أكتوبر 1960 – 22 أغسطس 2004) كان لاعب ومدرب شطرنج روسي، حمل لقب أستاذ كبير.
- حقق انتصارات في العديد من الدورات، فجاء أولاً في دورة ليننغراد متغلباً على ليونيد يوداسين وألكسندر كاليفمان، وثانياً بعد سيرغي تيفياكوف في دورة أليخين التذكارية في موسكو عام 1992، متقدماً على فلاديمير كرامنيك وميخائيل غوريفيتش وفلاديمير أكوبيان.
- بلغ أفضل تصنيف إيلو خاصته 2591 نقطة في 2001.
- عمل مدرباً للعديد من اللاعبين منهم مايا تشيبوردانيدزه وأندري كارلوف وإيفجيني ألكسييف.
- مات في سانت بطرسبورج بعد صراع طويل مع المرض.
- أقيمت في 6 ديسمبر 2004 دورة للشطرنج السريع تكريماً لذكراه في سانت بطرسبورج، وفاز بها إيفجيني ألكسيي مشتركاً مع بيتر سفيدلر.

## وصلات خارجية
- كونستانيتن أسييف على موقع مباريات الشطرنج (الإنجليزية)
- كونستانيتن أسييف على موقع 365Chess.com (الإنجليزية)
- كونستانيتن أسييف على موقع Chesstempo.com (الإنجليزية)